# 埃尔格特利斯足球俱乐部
埃尔格特利斯足球俱乐部，是希腊克里特岛首府伊拉克利翁的一个足球俱乐部，成立于1929年。俱乐部得名于古希腊外籍运动员埃尔格特利斯。